# The Lair
The Lair es una serie de televisión sobre vampiros y de temática gay, producida por here! en 2007. La primera temporada, que consta de seis episodios, fue producida en enero de ese mismo año. Los dos primeros episodios se emitieron el 1 de junio de 2007.
La segunda temporada, que consta de 9 episodios, se estrenó el 5 de septiembre de 2008. Ese mismo mes se anunció una tercera temporada de 13 episodios y Colton Ford ha confirmado que la grabación tuvo lugar en los meses de octubre y noviembre de 2008. Se espera el estreno de dicha temporada para otoño de 2009.

## Reparto
- Peter Stickles como Damian (temporada 1 - )
- David Moretti como Thom Etherton (temporada 1 - )
- Dylan Vox como Colin (temporada 1 - )
- Beverly Lynne como Laura Rivers (temporada 1 - )
- Brian Nolan como Frankie (temporada 1 - )
- Jesse Cutlip como Jonathan (temporada 1)
- Colton Ford como Sheriff Trout (temporada 1 - )
- Evan Stone como Jimmy (temporada 1)
- Michael Von Steel como Eric (temporada 1)
- Arthur Roberts como Dr. Belmont (temporada 1)
- Ted Newsom como Dr. Cooper (temporada 1)
- Ethan Reynolds como Jonathan (temporada 2)
- Frankie Valenti como Tim (temporada 2 - )
- Matty Ferraro como Ian (temporada 2 - )
- Matthew King como Dr. Jake Waldman (temporada 2 - )